# 籠塭
籠塭，為台灣澎湖縣望安鄉的一個島嶼，面積約0.0163平方公里，是望安島周圍第二大的無人島（僅次馬鞍山嶼）。島嶼位於望安島最西南端大瀨仔的西方約500公尺處。島上設有一座小型導航標誌燈。